# آرزوم اونان
آرزوم اونان (انگلیسی: Arzum Onan؛ زادهٔ ۳۱ اکتبر ۱۹۷۳) بازیگر، و مدل (شخص) اهل ترکیه است. وی بین سال‌های ۱۹۹۷ تا ۲۰۱۰ میلادی فعالیت می‌کرد.